# Констанций II
Конста́нций II (Фла́вий Ю́лий Конста́нций, лат. Flavius Julius Constantius, 7 августа 317 года, Сирмий — 3 ноября 361 года, Мопсуестия, Киликия) — римский император в 337—361 годах, десять раз был консулом.
После смерти отца в 337 году получил в управление бо́льшую часть Востока. В борьбе за установление контроля над всей империей устранил двух своих дядей (братьев Константина Великого) и семерых двоюродных братьев. В 353 году после победы над узурпатором Магненцием стал единоличным правителем империи. В его правление гражданская война осложнялась тем, что империя была вынуждена вести изнурительную войну с персами и германцами.
Братьев разъединяли не только политические интересы, но и религиозные. В то время как Константин и Констант были на стороне никейцев, Констанций стоял за ариан. Характер императора описывает историк Аврелий Виктор.

## Происхождение
Флавий Юлий Констанций родился 7 августа 317 года в Сирмии (современный город Сремска-Митровица, Сербия) в Паннонии. Был третьим сыном Константина I Великого и вторым его второй жены Фаусты. Получил своё имя в честь деда, тетрарха Констанция I Хлора.
13 ноября (или 8 ноября) 324 года в Никомедии Констанций был назначен своим отцом цезарем и получил под свой контроль восточную часть империи. Когда его брат Константин II был послан отцом сражаться на границе Дуная, Констанций был направлен в Галлию, где одержал победу над готами, получив титул Германского Величайшего (лат. Germanicus Maximus).
В 335 году Константин Великий объявил четверых своих наследников — Константина II, Константа, Далмация и Констанция II. В следующем году во время празднования триценалий в Константинополе, Констанций женился на дочери Юлия Констанция, единокровного брата Константина, укрепляя тем самым родственные связи.

## Раздел Римской империи (337)
После смерти отца в 337 году Констанций принял титул августа и получил в управление Азию, а также весь Восток, начиная с Пропонтиды. Констант получил Африку, Италию, Иллирик, Далмацию. Константин II — Галлию, Испанию, Британию, а также Константинополь. Балканский полуостров (Фракия, Македония и Ахайя) достался племяннику Константина Великого Далмацию. Другому племяннику, Аннибалиану, было отдано в управление вассальное царство Понт и титул «царь царей» в пику персидским правителям.
Император умер в разгар приготовлений к войне с Персией. Констанций уже находился в Месопотамии. Узнав о смерти отца, он поспешил в Константинополь и там, очевидно, инспирировал военный мятеж, в результате которого погибли его дяди и двоюродные братья. Два брата Константина и семь его племянников были убиты, в том числе Далмаций и Аннибалиан. Констанций захватил их владения. После этого он снова отправился на Восток (338 год). Война с персами затянулась. Между тем на Западе в 340 году началась борьба между Константом и Константином II, в которой последний погиб. Констант захватил его владения и на 10 лет объединил в своих руках весь Запад империи.
Констант хотел видеть в Констанции союзника и обезопасить свои владения с востока, поэтому он отдал Констанцию Константинополь.

## Гражданская война (350—353)
В 350 году Констант пал жертвой заговора, во главе которого стоял его полководец — франк Магн Магненций. Вспыхнула неизбежная война между ним и последним из сыновей Константина Великого. Магненций собрал огромные силы, включил в свою армию множество германских наёмников и получил численный перевес над Констанцием. Констанций начал наступление на Италию, но понёс большие потери в битве при Атрансе на границе Норика и Италии и вынужден был отступить.
Отказавшись от мирных предложений, Магненций вступил в придунайские провинции. Там, несмотря на первоначальные неудачи, ему удалось закрепиться в тылу у армии Констанция, вынудив его повернуть назад. В ходе длительного сражения при Мурсе в Нижней Паннонии правое крыло Магненция было смято конницей противника, и он потерпел полное поражение. Магненций потерял 24 тысячи человек, а Констанций — 30 тысяч. Эта самая кровавая битва столетия нанесла непоправимый урон военной мощи империи.
Магненций поспешно отступил в Аквилею и попытался вновь собрать армию. Однако летом 352 года, будучи не в силах противостоять наступлению Констанция II на Италию, он был вынужден отойти в Галлию. Здесь в 353 году он вновь потерпел поражение, на этот раз у горы Селевк, и утратил контроль над рейнской границей (которую временно захватили варвары). Магненций поспешно отступил к Лугдуну (совр. Лион), где, сознавая безнадёжность своего положения, покончил с собой, оставив Римскую империю целиком в руках Констанция II. В ходе этих беспорядков франки захватили и разрушили Колонию Агриппину (совр. Кёльн).
В 350 году в Верхней Мёзии Ветранион, командовавший пехотой в Иллирике, провозгласил себя императором. Ветраниона Констанций победил без кровопролития, исключительно силой своего красноречия. Около города Сердики, где сошлись обе армии. Констанций обратился с речью к вражеским солдатам. Под влиянием его слов те немедленно перешли на сторону законного императора. Констанций лишил Ветраниона власти, но из уважения к его старости не только сохранил ему жизнь, но предоставил ему спокойно дожить в полном довольствии.
В городе Риме власть захватил родственник Константина Великого Непоциан. Но пробыв у власти около месяца, он был свергнут Магненцием.
После восстания Магненция в 350 году и убийства Константа, Констанций II назначил Галла цезарем на Востоке (15 марта 351 год) и для укрепления родственных связей позволил Галлу жениться на его сестре Константине.

## Мятеж Сильвана
На западе Констанций II послал на войну в Галлию полководца Клавдия Сильвана, против которого начались интриги, когда его противники сфабриковали фальшивые письма, из которых выходило, что якобы Сильван задумал государственный переворот и отослали Констанцию. Тогда Сильван, не зная что делать, провозгласил себя императором. Против него был послан Урзицин, который подослал Сильвану убийц и тот был ими убит.

## Назначение Юлиана Цезарем (355—360)
Единственными уцелевшими родственниками императора являлись два его двоюродных брата — Констанций Галл и Юлиан, сыновья Юлия Констанция, одного из братьев Константина I. Когда Констанций оставил персидский фронт и направился против Магненция, он назначил цезарем Галла и послал его вместо себя на Восток. Но уже очень скоро Галл навлёк на себя подозрения Констанция, был отозван в 354 году и казнён. Остался Юлиан. В 355 году, скрепя сердце, Констанций вынужден был назначить его цезарем и отправить в Галлию. Там за годы гражданской войны снова усилились набеги саксов, франков и алеманнов.

## Мятеж Юлиана и смерть Констанция (360—361)
В 360 году он узнал от Евтерия и Пентадия, что германские легионы провозгласили цезаря Юлиана августом. Констанций оказался в затруднении, так как не мог решить, против кого ему прежде начать войну. После долгих колебаний он продолжил персидский поход и через Армению вступил в Месопотамию. Из Антиохии император переехал в Тарс и тут почувствовал лёгкую лихорадку. Он продолжал путь, но в Мопсукрене болезнь одолела его окончательно. Жар был так велик, что нельзя было коснуться его тела. Лекарства не действовали; чувствуя себя при последнем издыхании, Констанций оплакал свой конец и назначил Юлиана преемником своей власти.

## Внутренняя политика
Его правление знаменовало собой полное торжество арианства. Смерть Константа лишила ортодоксальное течение самого влиятельного защитника, и Констанций мог без помехи отдаться своим арианским симпатиям. На Миланском церковном соборе Афанасий был осуждён и изгнан из Александрии в 356 году. Церковь раздиралась смутами, всюду кипела ожесточённая борьба, часто переходившая в настоящую гражданскую войну. Однако это не мешало императору энергично преследовать языческие культы: он приказывал отбирать имущества храмов, запрещал языческие жертвоприношения.
Весной 357 года, когда шла успешная война с германцами, а персы были заняты войной на своих восточных границах, Констанций решил посетить Рим, чтобы после победы над Магненцием отпраздновать триумф, не принимая никаких титулов.
Аммиан Марцеллин так это комментирует:

«Констанций, как будто он запер храм Януса и поверг всех врагов, захотел посетить Рим, чтобы после гибели Магненция справить триумф над римской кровью, не принимая никакого титула. Самолично он не победил никакого народа, находившегося в войне с Римом, не получил также вести о поражении какого-нибудь народа благодаря доблести своих полководцев, не прибавил новой области к римской державе, никогда не видели его в трудную минуту на поле брани первым или в числе первых. Но он хотел показать блистательную процессию, сверкающие золотом знамёна, великолепную свиту мирному народу, не имевшему надежды увидеть когда-либо что-нибудь подобное и даже не мечтавшему об этом. Вероятно, он не знал, что некоторые императоры древности в мирное время довольствовались ликторами, а когда пыл брани не допускал бездействия, один доверился во время страшного вихря рыбацкому челноку, другой, по примеру Дециев, отдал свою жизнь за спасение государства, третий лично осмотрел с простыми солдатами лагерь врага и вообще многие прославились блистательными деяниями и тем создали себе славную память у потомков».
Окружённый грозной военной охраной, Констанций совершал свой путь, и взоры всех были прикованы к этому зрелищу.
«Когда он приближался к столице, сенат вышел к нему навстречу, и он с радостным видом принимал почтительные приветствия сенаторов, разглядывал почтенные лики людей патрицианского происхождения. Вслед за двойным рядом знамён восседал он один на золотой колеснице, украшенной драгоценными камнями. Вслед за длинным строем передней части свиты несли драконов с пурпурными нашивками, прикреплённых к верхушкам копий, блиставшим золотом и драгоценными камнями. По обеим сторонам шёл двойной ряд воинов. Приветственные выкрики его императорского имени и отдававшиеся звуки рогов оставляли его невозмутимым, и был он таким же величавым, каким видели его в провинциях».
Констанций был поражён великолепием памятников, красовавшихся на форуме и вообще везде, куда бы он ни взглянул.

«В курии он обратился с речью к знати, к народу — с трибунала; затем направился во дворец, провожаемый восторженными криками. Часто веселил его язык римской толпы, не впадавшей в дерзкий тон, но и не терявшей в то же время прирождённого ей чувства свободы, и сам он соблюдал в отношениях с народом должную меру внимания. Он не определял исхода состязания, как то делал в провинциях. Осматривая город, расположенный на семи холмах по склонам и на равнине, а также предместья, он решил, что всё, что он видел раньше затмевается тем, что теперь предстало перед ним сейчас: храм Юпитера Тарпейского, здания обширных общественных бань, амфитеатр, сложенный из тибуртинского камня, Пантеон, круглое громадное здание, заканчивающееся вверху сводом, высокие столбы с внутренней лестницей, на которых воздвигнуты статуи консулов и прежних императоров, храм города Рима, Форум Мира, театр Помпея, Одеон, Стадий и другие красоты Вечного города».
Когда Констанций пришёл на Форум Траяна, то был поражён его величественностью. Долго он обсуждал вопрос что ему построить и, потеряв всякую надежду создать что-либо подобное, он решил увеличить красоты города обелиском в Большом Цирке.
Император хотел дольше оставаться в Риме, но неожиданно стали поступать тревожные сообщения о том, что сарматы и квады опустошили придунайские провинции. И на тридцатый день своего пребывания Констанций покинул город и отправился в Иллирик. Оттуда он послал на место Марцелла Севера, а Урзицина отправил на Восток с полномочиями магистра для заключения мира с персами.

## Внешняя политика

### Война с Сасанидами (338—361)
Вместе с Востоком Констанций получил и затяжную войну с персами, которую вёл неудачно. Основная борьба велась за месопотамские укрепления. Хотя боевые действия Констанция II не отличались особой энергичностью, три осады Нисибиса, предпринятые Шапуром II, окончились безрезультатно. Все сражения Констанция заканчивались неудачно, кроме битвы при Сингаре в 348 году, где Констанций упустил явную победу из-за недисциплинированности своих солдат. Констанций отправился в Константинополь, чтобы быть ближе к театру военных действий.
В 359 году пришло известие о вторжении в восточные провинции империи персидской армии. В 360 году он узнал, что германские легионы провозгласили цезаря Юлиана августом. Констанций оказался в затруднении, так как не мог решить, против кого ему прежде начать войну. После долгих колебаний он продолжил персидский поход и через Армению вступил в Месопотамию. Римляне осадили Безабду, но, несмотря на все усилия, так и не смогли её взять. Осенью они отступили в Антиохию. Констанций по-прежнему находился в тревоге и растерянности. Только осенью 361 года, после того как персы ушли из римских пределов, он решился начать войну против Юлиана.

### Война с сарматами и квадами
Узнав о вторжении варваров, Констанций отправился на место и прибыл в Сирмий (совр. Сремска-Митровица), где провёл зиму, получая сообщения о ходе военных действий. Сарматы и квады действовали небольшими конными отрядами, что затрудняло борьбу с ними. Паннония была опустошена.
Весной 358 года император, собрав значительные силы, выступил против варваров. Дойдя до удобного пункта на реке Истр (совр. Дунай), находившийся в разливе из-за таяния снегов, римляне навели мост на судах. Констанций со своим войском переправился на вражеские земли (дунайская граница провинции Паннонии II) и подверг их опустошению. Сарматы были застигнуты врасплох, так как не ожидали такой стремительности и не смогли организовать сопротивления. Рассеявшись, они бежали из своих селений. Римляне также разорили вражеские земли на границе, прилегающей к провинции Прибрежная Валерия. Сарматы пошли на хитрость: они разделились на три отряда и, делая вид, что просят мира решили неожиданно атаковать римлян. Им на помощь подоспели квады. Но несмотря на яростную атаку, римские солдаты разбили варваров; многие из них были перебиты, другие ускользнули по знакомым им тропинкам. Опасаясь новых опустошений, варвары стали просить мира, зная, что император в подобных случаях проявлял большую снисходительность. Было заключено соглашение, по которому за варварами сохранялись их земли, им, в свою очередь, — следовало выдать всех пленных римлян. Сарматы были приняты в римское подданство. Констанций отправился в Брегецион, чтобы оттуда опустошить квадов. Квады запросили мира и согласились выполнить все условия империи.
После столь успешной кампании было решено напасть на сарматов-лимигантов. Узнав о том, что император собрал огромные силы, лимиганты стали просить мира и обязались: платить ежегодную дань, поставлять вспомогательные отряды и быть в полном повиновении, но решили, что если им будет приказано переселиться на другую землю, они откажутся, так как их нынешние земли имели хорошую естественную защиту от врагов.
Констанций пригласил лимигантов к себе на приём на римскую территорию. Всем своим видом они показывали, что не согласятся на римские условия. Предвидя опасность, император незаметно разделил армию на несколько отрядов и окружил лимигантов. Со своей свитой и телохранителями он продолжал убеждать варваров принять свои условия. Лимиганты решили напасть; поснимали с себя щиты и побросали их подальше, чтобы при удобном случае подобрать и неожиданно напасть на римлян. Так как день клонился к вечеру, промедление было опасно, и римляне атаковали противника. Лимиганты уплотнили свой строй и направили свой главный удар прямо на Констанция, который находился на возвышенности. Римские легионеры построились клином и отбросили противника. Лимиганты проявляли упорство и вновь пытались пробиться к Констанцию. Но римские пехотинцы, всадники и императорская гвардия отбили все атаки. Варвары были полностью разгромлены, понеся огромные потери, а их остатки бежали.
Римляне напали на селения лимигантов, преследуя тех, кто бежал с поля боя и скрылся в жилищах. Они раскидывали лёгкие варварские хижины, убивая жителей; затем стали предавать их огню. Уничтожено было всё, что могло служить убежищем. Римляне упорно преследовали противника и одержали полную победу в упорном бою в болотистой местности. Они двинулись дальше, но так как не знали дорог, то прибегли к помощи тайфалов. С их помощью была одержана ещё одна победа.
Лимиганты долго не могли решить, как поступить: продолжить борьбу или согласиться на условия римлян. Их старейшины решили прекратить борьбу. Основная часть лимигантов явилась к римскому лагерю. Они были помилованы, и переселились в места, указанные римлянами. Некоторое время лимиганты вели себя спокойно.
Констанций во второй раз принял титул «Величайший Сарматский», а затем, окружённый своим войском, произнёс с трибунала речь, в которой прославлял римских воинов. Войско встретило его слова ликованием, а Констанций после двухдневного отдыха с триумфом вернулся в Сирмий и отправил войска по местам своего постоянного дислоцирования.

## Оценка личности Констанция
Наиболее полную оценку личности Констанция дал греко-римский историк Аммиан Марцеллин:
«Ему очень хотелось слыть ученым, но так как его тяжелый ум не годился для риторики, то он обратился к стихотворству, не сочинив, однако, ничего достойного внимания. Бережливый и трезвый образ жизни и умеренность в еде и питье сохраняли ему силы так хорошо, что он болел очень редко, но каждый раз с опасностью для жизни. Он мог довольствоваться очень кратким сном, когда требовали того обстоятельства. В течение продолжительных промежутков времени он так строго хранил целомудрие, что о том, чтобы он находился в любовной связи с кем-либо из мужской прислуги, не могло даже возникнуть никакого подозрения, хотя поступки этого рода злоречие сочиняет, даже когда в действительности их не находит, относительно высоких особ, которым все дозволено. В езде верхом, метании дротика, особенно искусстве стрелять из лука, в упражнениях пешего строя он обладал большим искусством. Если в некоторых отношениях его можно сравнить с императорами средних достоинств, то в тех случаях, когда он находил совсем ложный или самый незначительный повод подозревать покушение на свой сан, он вел следствие без конца, смешивал правду и неправду и свирепостью превосходил, пожалуй, Калигулу, Домициана и Коммода. Взяв себе за образец этих свирепых государей, он в начале правления совершенно истребил всех связанных с ним узами крови и родства. Беды несчастных, против которых появлялись доносы об умалении или оскорблении величества, отягчали его жестокость и злые подозрения, которые в таких делах направлялись на все возможное. И если становилось известным что-нибудь подобное, он вместо спокойного отношения к делу приступал с жаром к кровавому розыску, назначал свирепых следователей, старался растянуть саму смерть в случаях казни, если это позволяли физические силы осужденных. Сложение его и внешний вид были таковы: темно-русый, с блестящими глазами, острым взглядом, с мягкими волосами, с гладко выбритыми и изящно блестевшими щеками; туловище от шеи до бедер было длинновато, ноги очень коротки и искривлены; поэтому он хорошо прыгал и бегал… Он окружил маленький домик, который служил ему обычно местом ночного отдыха, глубоким рвом, через который был перекинут разборный мостик; отходя ко сну, он уносил с собой разобранные балки и доски этого моста, а утром опять водворял их на место, чтобы иметь возможность выйти».